# Cantone di Chone
Il Cantone di Chone è un cantone dell'Ecuador che si trova nella Provincia di Manabí.
Il capoluogo del cantone è Chone.